# Audiomachine
Audiomachine (deutsch Audiomaschine) ist ein amerikanisches Unternehmen, das vor allem Trailermusik, also Musik für Film-, Serien- und Computerspiel-Trailer produziert. Es wurde 2005 von Paul Dinletir und Carol Sovinski gegründet.

## Unternehmen
Ursprünglich hat Audiomachine die Musik nur für die professionelle Verwendung in der Filmindustrie zur Verfügung gestellt. So wurde die Musik bereits in verschiedenen Filmtrailern verwendet, wie etwa Avatar – Aufbruch nach Pandora, Die Tribute von Panem – The Hunger Games, Prometheus – Dunkle Zeichen, Hugo Cabret, Star Trek Into Darkness, Iron Man, Venom, Avengers: Infinity War und Avengers: Endgame. Des Weiteren komponierte Audiomachine Musik für Computerspiele, wie zum Beispiel Call of Duty: Advanced Warfare. Bei den Olympischen Spielen 2010, 2012 und 2014 wurde ebenfalls Musik von Audiomachine verwendet. Zudem werden Titel von Audiomachine in Werbespots verwendet. Auch bei großen Feuerwerksfestivals, wie dem „Le Grand Feu“ in Saint-Cloud oder dem „Festival of Pyrotechnic Art“ in Cannes werden regelmäßig Stücke von Audiomachine gespielt. Paul Dinletir komponierte 2019 die Musik für den Bühnentanz „Fantasm – 1001 Nights“ in Sydney.
Im März 2012 veröffentlichte Audiomachine mit Chronicles das erste kommerzielle Album. Seitdem erscheinen ausgewählte Alben auch für die breite Öffentlichkeit.
Laut The Verge ist Audiomachine neben Two Steps from Hell eines der populärsten Unternehmen, das Trailermusik produziert.

## Diskografie
| - Big, Big and Bigger (2005) - Tools of the Trade 1 (2005) - Atomic Music Station (2006) - Trailer Acts (2006) - Tools of the Trade 2 (2006) - The Platinum Series I (2007) - The Lighter Side (2007) - Blood, Death & Fears (2007) - The Platinum Series II (2008) - Tools of the Trade 3 (2008) - Terminus (2008) - The Platinum Series III: Eterna (2009) - Trailer Acts 2 (2009) - Maelstrom (2009) - The Platinum Series IV: Labyrinth (2010) - Deus Ex Machina (2010) - The Ensemble Series: Volume 1 (2010) - Blood Bath and Beyond (2011) - Drumscores (2011) - Epica (2011) - Tools of the Trade 4 (2012) - Leviathan (2012) - Helios (2012) - Awakenings (2012) - Millennium (2013) - Origins (2013) - Phenomena (2013) - Tools of the Trade 5: Tones Textures and Transitions (2014) - Monolith (2014) - Phantasm (2014) - Psychosis (2014) - Remixed (2014) - Intros (2015) - Titan (2015) - Decimus (2015) - Prototype (2016) - Worlds of Wonder (2016) - Drumscores 2 (2016) - Tools of the Trade: Epic Spaces (2017) - Tools of the Trade: Rises (2017) - Tools of the Trade: Epic Foley (2017) - Modern Tension: Cold Sweat (2017) - Pulses: Palpitate (2017) - Percussive Mayhem: Anarchy (2017) - Eternal Rest (2017) - Piano Premontions: Parallels (2017) - Life (2017) - Tools of the Trade: Submerged (2018) - Tools of the Trade: Pings and Powerdowns (2018) - Chrome Over Brass (2018) | - Trailerized: Covers and Originals (2018) - Tools of the Trade: Scapes (2018) - La Belle Époque (2018) - Synesthesia (2018) - Volturnus (2018) - The 11th Hour (2018) - Percussive Mayhem: Odd Rhythms (2018) - Kill Process (2018) - The Wicked Will Rot (2018) - Ascendance (2018) - Exogenesis (2018) - Intros 2 (2018) - Prototype: Source Code (2018) - A Measure of Darkness (2018) - Mental Minefield (2018) - Banshee (2019) - Retrograde (2019) - Here and Now (2019) - Burn Point (2019) - Another Sky (2019) - Reimagined (2019) - Nomad (2019) - Chrome Over Brass 2 (2019) - Percussive Mayhem: Modern Rhythms (2019) - Prototype: Natural Selection (2019) - Insomnia (2020) - The Best Things in Life (2020) - Lineage (2020) - Cinematix (2021) - Viscera (2021) - Inertia (2021) - Promethium (2021) - Believe (2021) - War for Light (2021) - 'Twas the Night (2021) - The Fire and the Fury (2021) - Ophelia Riddle and the Book of Secret Stories (2021) - Decadence (2021) - The Devil Doesn't Sleep (2021) - Dominion (2021) - Amongst the Shimmering Light (2022) - Chronicles (2012) - Uplifting and Inspiration Volume One (2012) - Tree of Life (2013) - 50,000 Likes Fan Appreciation Compilation (2013) - Existence (2013) - Summer Blockbuster Volume 1 (2014) - Suspence and Horror Volume 1 (2014) - Magnus (2015) - Magnus: B-Sides (2016) | - Trilogy (2013) - Blood and Stone (2013) - Champions Will Rise: Epic Music from the 2014 Winter Olympics (2014) - We Are Gods (2020) - Human (2020) - Touchstone (2020) - True Crime (2020) - Ohms (2020) - Body Beats (2020) - Criminal Underground (2020) - Replicant (2020) - Exit Strategy (2020) - Scorched Earth (2020) - Black Tie (2020) - Timber and Tumbleweeds (2020) - Ministry of Silly Strings (2020) - Analog Prophecies (2020) - The Road Back (2020) - Percussive Pacesetters (2020) - Fragmented Reality (2020) - Punchline (2020) - Lucid (2020) - State of Grace (2020) - In a Daydream (2020) - Inside Joke (2020) - The Face of Light (2020) - Storytellers (2020) - Dawn Patrol (2020) - Stricks and Bones (2020) - Emergence (2020) - Strummin' Summer (2020) - Ultra (2020) - Dyad (2020) - Living Dust (2020) - Kicks and Shakers (2020) - The Measure of Moments (2020) - Dark Web (2020) - Ritmo de la Gente (2020) - Axiom (2021) - Ecosystem (2021) - Sora (2021) - Kaleidoscope (2021) - Be Yourself (2021) - Strung Out (2021) - Rise of a Champion (2021) - Get Down (2021) - Be Free (2021) |